# Aeropedellus liupanshanensis
Aeropedellus liupanshanensis är en insektsart som beskrevs av Zheng, Z. 1981. Aeropedellus liupanshanensis ingår i släktet Aeropedellus och familjen gräshoppor. Inga underarter finns listade i Catalogue of Life.